# 南瓦沃納 (加利福尼亞州)
南瓦沃納（英語：South Wawona）是位於美國加利福尼亞州馬里波薩縣的一個非建制地區。該地的面積和人口皆未知。

## 地理
南瓦沃納的座標為37°32′33″N 119°38′42″W / 37.54250°N 119.64500°W，而該地的平均海拔高度為1250米（即4101英尺）。